# Parazanclodes inusitatus
Parazanclodes inusitatus is een vlinder uit de familie van de snuitmotten (Pyralidae). De wetenschappelijke naam van de soort werd voor het eerst geldig gepubliceerd in 1964 door Paul Ernest Sutton Whalley.